# Barisal Sadar
Barisal Sadar è un sottodistretto (upazila) del Bangladesh situato nel distretto di Barisal, divisione di Barisal. Si estende su una superficie di 307,59 km² e conta una popolazione di 414.281 abitanti (dato censimento 1991).